# Félix Sardà y Salvany
Félix Sardà y Salvany (Sabadell, 21 de maio de 1841 - Sabadell , 2 de janeiro de 1916) foi um padre e escritor católico espanhol, destacado representante do integrismo católico da Restauração. Exerceu um apostolado da caridade e da palavra escrita. O historiador Roberto de Mattei relata que Sardà y Salvany "foi um padre popular na Espanha no final do século e foi considerado exemplar pela firmeza de seus princípios e pela clareza de seu apostolado".

## Biografia
Pertencente a uma família rica, seu pai, herdeiro de uma empresa têxtil familiar , era natural de San Lorenzo Savall e sua mãe tinha laços com a família Oller de Manresa, da nobreza catalã.
Após concluir o ensino primário com os Escolápios de sua cidade, ingressou no Seminário Conciliar de Barcelona em 1855, sendo influenciado em sua formação pelos jesuítas que então estavam à frente da instituição. Em 1864 formou-se em Teologia no seminário de Valência e depois de ordenado sacerdote em 1865, ensinou latim e humanidades no seminário de Barcelona até 1868, ano em que voltou a Sabadell para receber um benefício na paróquia de San Félix, quando foi fechado o seminário por causa da Revolução de 1868.
Estudou Direito e formou-se em Filosofia e Letras na Universidade de Barcelona.
Ele queria entrar na Companhia de Jesus, impedido por seu delicado estado de saúde.  Por três vezes foi incluído na lista para ser eleito bispo, sem que Sardà y Salvany aceitasse a nomeação.
Foi militante do carlismo, do qual se separou em 1888, tornando-se um dos principais ideólogos do Partido Integrista liderado por Ramón Nocedal. De fato, foi Sardà y Salvany quem propôs aceitar de bom grado como nome do partido a descrição pejorativa de fundamentalista que seus inimigos políticos lhe deram. Promoveu campanhas contra os "mestiços" (católicos partidários do poder constituído).
Em 1893 assumiu a direção do jornal catalão,  órgão do partido fundamentalista em Barcelona, no qual assinaria seus artigos como "Sr. X". Acabou se separando do fundamentalismo em 1896 por divergências de estratégia política com Nocedal e El Siglo Futuro , já que Sardá e Salvany propuseram do jornal catalão apoiar alianças eleitorais locais com os conservadores alfonsinos.
Ele criou a primeira sociedade mútua de trabalhadores em Sabadell, financiando-a em grande parte com seus bens, e fundou um fundo de assistência em 1882 para facilitar a aquisição de medicamentos para trabalhadores doentes, bem como outras instituições de assistência social. Converteu a casa da sua família num lar de idosos, frequentado pelas Irmãzinhas dos Idosos Esquecidos desde a sua criação em 1905, onde passou os seus últimos anos de vida e morreu de apoplexia a 2 de Janeiro de 1916. O povo de Sabadell compareceu em massa ao seu funeral.

## Integrismo

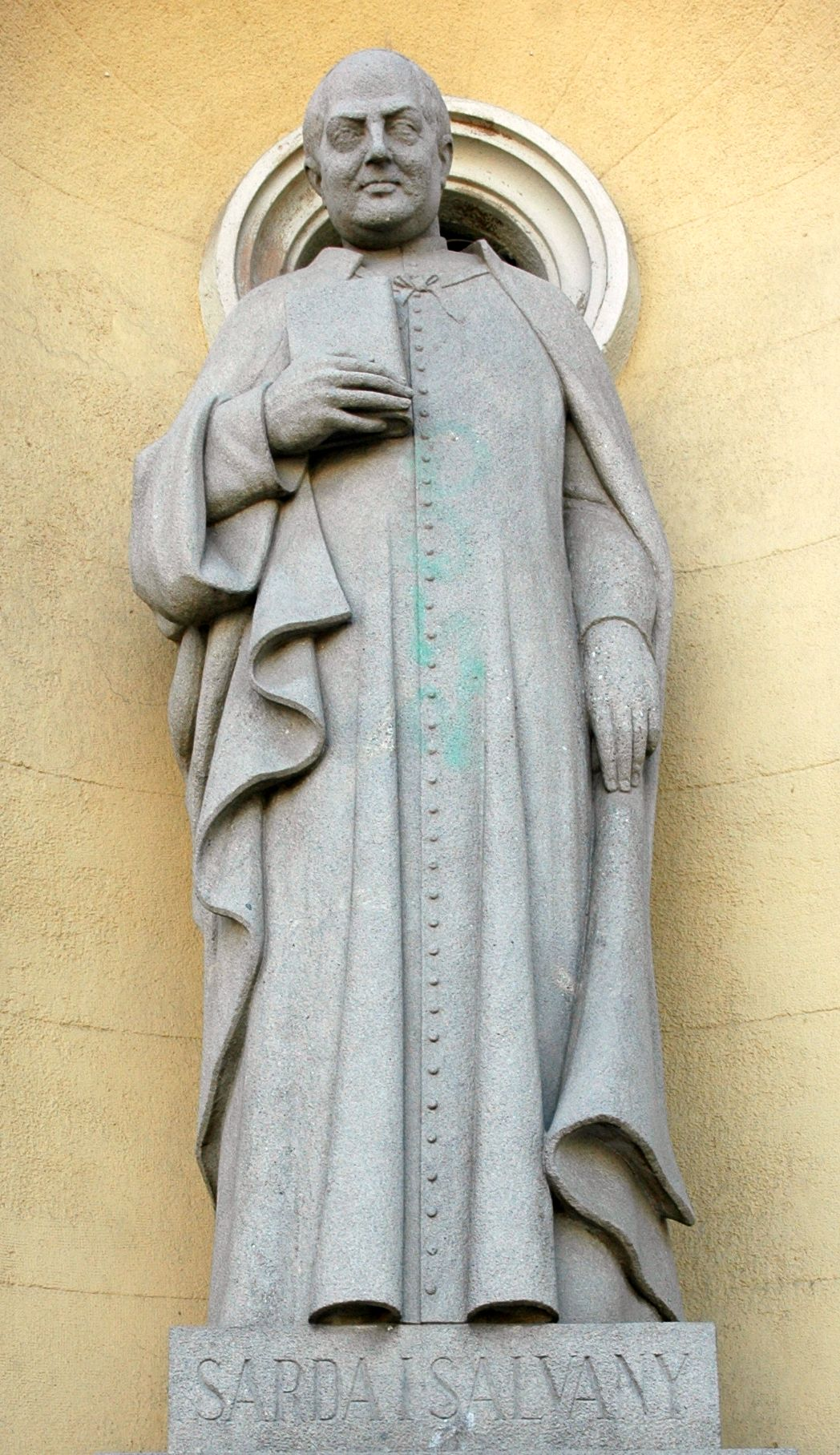
Estátua de Félix Sardà y Salvany em Sabadell

Sardà y Salvany é mais famoso por suas obras contra o liberalismo (as ideias de autonomia pessoal e a separação entre Igreja e Estado defendidas pelo Iluminismo). Sardà y Salvany estava entre aqueles que sustentavam que os liberais não eram católicos e foi chamado por seus detratores como um dos "ideólogos rígidos" nesta época da história espanhola. Ele condenou o secularismo e o liberalismo "como um pecado e uma seita venenosa por defender 'a soberania absoluta do indivíduo completamente independente de Deus e de Sua autoridade; soberania da sociedade absolutamente independente de qualquer coisa além de si mesma; liberdade de pensamento sem qualquer limitação política, moral ou religiosa... [uma condição que negava] a necessidade de revelação divina. [e resultou em um estado] pior 'do que ser um blasfemo, ladrão, Sardà y Salvany considerou que o liberalismo era um pecado grave que precisava ser combatido, desenvolvendo o pensamento do Papa Pio IX que escreveu: "Deve-se dizer que o liberalismo na ideia é o erro absoluto, e nos fatos a desordem absoluta. consequência, em ambos os casos, é pecado grave por sua própria natureza ex genere suo, e pecado gravíssimo, pecado mortal”.

### Fundo
A escrita de Sardà y Salvany contra o liberalismo ganhou notoriedade depois que a Revolução de 1868 levou à Primeira República Espanhola com suas promessas e decepções. Esta forma republicana de governo, por sua vez, caiu em um golpe militar liderado por Arsenio Martínez-Campos y Antón que devolveu a monarquia espanhola na Restauração Bourbon de 1874.
A Igreja Católica durante o interregno de 1868-1874 teve muitos de seus privilégios removidos junto com seu status de religião oficial da Espanha. O movimento para desestabilizar o catolicismo de um lugar de privilégio governamental foi especialmente intenso durante 1873, quando a República Espanhola abraçou o conceito de separação entre Igreja e Estado e passou a ter um Estado laico. Com o retorno dos Bourbons, o catolicismo foi devolvido ao seu status anterior de ter endosso governamental e seus privilégios de acompanhamento sobre todas as outras fés e credos. O artigo 11 da Constituição de 1876 reafirmou o catolicismo como religião oficial do estado, estendendo a tolerância a outros credos, desde que todo o seu discurso e atividades fossem feitos exclusivamente em privado.
Alguns dos radicais civis que apoiaram a Revolução de 1868 não eram apenas anticlericais, mas anti-religiosos, que o historiador Noel Valis aponta como "um sinal de uma crescente alienação da Igreja". Valis também aponta para o trabalho do sociólogo amador Hugh James Rose, que foi capelão protestante de empresas de mineração inglesas, francesas e alemãs na cidade mineira espanhola de Linares, Jaén. Rose coletou anedotas da população espanhola sobre suas visões de religião que ele incluiu no capítulo "Decay of Faith in Spain" em seu livro de 1875 Untrodden Spain. Rose concluiu que "A Igreja da Espanha... é uma instituição que perdeu seu domínio sobre as massas, educadas e não educadas". Rose também afirmou que observou nos espanhóis um "senso de deriva espiritual, de ter se desprendido de suas amarras religiosas". Ele registrou um aumento não apenas de ateus e pensadores livres, mas também um aumento no religiosamente indiferente e um declínio no comparecimento aos serviços religiosos católicos. Um literato disse a Rose que não acreditava mais nas "cerimônias ou nos ritos da minha Igreja; rezo a Deus em casa", mas que ele não "renunciou publicamente a esse credo; é mais conveniente não ter um ruptura aberta". Em 1888, outro observador encontrou coisas semelhantes às de Rose, afirmando que as classes educadas "perderam sua antiga crença e não encontraram uma nova". A própria Igreja Católica vinha pedindo um renascimento espiritual na Espanha desde os anos 1700, sentindo que havia uma presença de "decadência espiritual". Enquanto a sociedade espanhola ainda era religiosa, a questão do que significava ser católico na Espanha, ou quem era católico, estava sendo levantada pela população e isso levou a uma sensação de que a autoridade da Igreja e os fundamentos de sua fé eram sendo prejudicado.
Sardà y Salvany, seguindo a linha de pensamento da encíclica Syllabus of Errors de Pio IX, de 1864, estava entre os que denunciavam o secularismo e criticavam os liberais, sustentando que eles não eram católicos. Aqueles como Salvany, que queriam uma relação mais próxima entre a Igreja e o Estado, eram chamados de Integristas e sustentavam que o liberalismo negava "a necessidade de revelação divina". Embora vocais os Integristas permaneceram uma minoria distinta dentro da Igreja espanhola. Os integristas se opuseram aos esforços de Antonio Cánovas del Castilloapesar de ter sido um conservador que se opôs à liberdade de religião e deixou as classes mais baixas terem voto ou voz no governo. Foram as tentativas de Canova de encontrar um meio-termo (um "liberalismo conservador") que incomodou os integristas. Canovas tinha sido o principal autor da Constituição de 1876 e os Integristas fizeram uma exceção particular ao seu muito debatido artigo 11 que concedeu tolerância às minorias religiosas. Outras figuras contestadas pelos integralistas também tentaram encontrar um meio-termo entre conservadores e liberalismo, como Alejandro Pidal, Manuel Durán y Bas, Josep Coll i Vehí e Juan Mane y Flaquer. Os integristas, motivados pelo desejo de impedir a introdução das coisas temporais no espiritual, também encontraram oposição no clero católico espanhol sobre "como conciliar a fé com a mudança histórica, com a modernidade".
Os críticos dos periódicos e editoriais impressos dos Integristas e Salvany's questionaram o uso de técnicas de marketing de massa e a nova liberdade de imprensa e de expressão para divulgar sua mensagem (em vez de confiar na autoridade e nos métodos tradicionais de comunicação) - isso foi visto como participação "na própria modernidade eles acharam tão censurável." Sardà y Salvany também optou por tentar combater o liberalismo em 1884, pedindo a fundação de um partido político católico (que novamente parecia participar da coisa contra a qual lutava). Ele apresentou a convocação de um partido político católico "como parte de uma cruzada nacional, referindo-se à Espanha como 'a terra da cruzada eterna'"

### O liberalismo é um pecado
A obra mais famosa de Salvany foi o livro de 1884 El liberalismo es pecado ("O liberalismo é um pecado"). O livro foi reimpresso várias vezes; em 1960 uma 20ª edição saiu na Espanha.

## Revista Popular

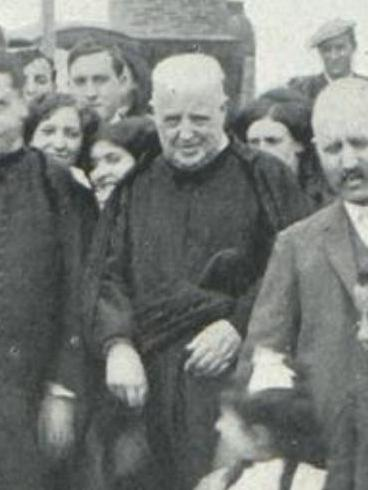
Fotografia de Félix Sardà y Salvany (1911)

Por mais de quarenta anos, foi editor da revista La Revista Popular, uma publicação semanal onde todos os assuntos atuais eram discutidos à luz da fé católica. De 1907 e até 1914, publicou uma série de doze volumes intitulada Progaganda catolica: é uma vasta coleção de livros curtos, panfletos , artigos e conferências. Sardà fez uso de seu diário para publicar um discurso de nove artigos anti-semitas, La judiada ("os judeus"), descrevendo os judeus como "uma mariposa roendo o tronco do povo cristão" saindo abertamente para destruir o cristianismo usando um plano baseado no maçonismo; na visão de Sardà, a compreensão do maçonismo não deve ser restrito à Maçonaria propriamente dita, mas ao liberalismo em geral.
Sob o pseudônimo Un obscurantista de bona fide, escreveu desde 1869, inúmeros artigos e cerca de duzentos livretos sobre problemas sociais e religiosos, publicados, a partir de 1871, na Revista Popular, da qual foi diretor por quarenta e três anos.
A bibliografia espanhola de referência, Enciclopédia de Orientação bibliografica, diz que Sardà y Salvany exerceu um "apostolado de imensa eficiência e ressonância". Ele também é autor de um livro sobre o Sagrado Coração de Jesus, que foi um grande sucesso e foi reimpresso até o final da década de 1950.

## Obras
- O Povo e o Padre (1870;
- Jejuns e abstinências (1870);
- O Casamento Civil (1872);
- O Conselho. A Igreja. A infalibilidade (1872);
- Purgatório e sufrágios (1872);
- O Culto de São José (1872);
- O Culto de Maria (1872);
- Protestantismo: De onde vem e para onde vai (1872);
- E o espiritismo? (1872);
- Manual do Apostolado da Imprensa (1873);
- Coisas do dia (1875);
- Pobres espíritas! (1876);
- O clero e o povo (1876);
- Nimiedades católicas (1878);
- A Volta dos Frades (1880);
- A Chaminé e a Torre do Sino (1880);
- O liberalismo é pecado (1884);
- A voz da Quaresma (1884);
- Masonismo y catolicismo (1885);
- Desses pós... (1885);
- Luz e Espelho dos Jovens Cristãos (1891);
- Mês de junho dedicado ao Sagrado Coração de Jesus (1893);
- Para que servem as freiras? (1894);
- Ano sagrado ou leituras e exercícios para as principais festividades do calendário cristão (1901);
- Ideia muito breve do Apostolado da Oração;
- Oitavo devoto do Doce Menino de Belém;
- Efeitos canônicos do casamento civil;
- O dinheiro dos católicos;
- O Santo Jubileu;
- Mistério da Imaculada Conceição;
- Ricos e pobres.

## Homenagens
Em 1922, por ocasião do cinquentenário da criação da Academia Católica Sabadell, foi colocada uma placa na casa senhorial da família, recordando seu nascimento, morte e trabalho.
Em 1926, um livro contendo textos anedóticos, biográficos e bibliográficos foi dedicado à sua memória.
A Câmara Municipal de Sabadell nomeou uma praça na cidade “Sardà y Salvany” em sua homenagem e memória.